# Varjassy Lajos
Varjassy Lajos (Arad, 1852. augusztus 30. – Arad, 1934. március 9.) jogász, újságíró, polgármester, politikus.

## Életpályája
Középiskoláit Aradon, a jogi egyetemet Pozsonyban és Nagyváradon végezte. 1873-ban nevezték ki az aradi Királyi Törvényszékhez joggyakornoknak. 1875-től Szilágyi Ede ügyvédi irodáját vezette, majd a város aljegyzője lett; 1902-ben polgármester-helyettesnek, majd 1905-1918-ig polgármesternek választották. 1918-ban Arad vármegye alispánja, majd a románok bevonulása után a május 5-én alakult Károlyi Gyula vezette ellenforradalmi nemzeti kormány kereskedelmi minisztere lett.
A korabeli sajtó értékelése szerint Varjassy Lajossal új időszak kezdődött az aradi városházán. Felismerte, hogy a helység fejlődése elképzelhetetlen a kor követelményeinek megfelelő ipar nélkül. Polgármesteri programjának jelszava „gyárakat Aradnak!” volt. Kapcsolatainak köszönhetően kezdte el működését Aradon a történelmi Magyarország első autógyára, a MARTA. Neuman Károllyal való sikeres együttműködéseként indult be a textilgyár. Polgármestersége idején épült fel a Várhíd és az Újaradi híd és készült el az Arad-Hegyalja helyiérdekű vasút, majd annak villamosítása.
Zima Tiborral Tőzsdei Útmutatót írt. Nagyformátumú közéleti ember volt, akinek eszméivel nem mindig értettek egyet a konzervatív szemléletű városatyák, a sajtó hol az egekbe emelte, hol pedig elmarasztalta.
Amúgy maga is szinte valamennyi aradi lapnak munkatársa volt.

## Önálló kötetei
- Gr. Károlyi Mihály, Kun Béla, Horthy Miklós. Az októberi forradalomtól a „bűnös” Budapest hódolatáig. 1918–1919. (Temesvár, 1932);
- A dunai államok szövetsége (Arad, 1933).
- Varjassy, Louis. Révolution, Bolchevisme, Réaction: Histoire de l’occupation française en Hongrie, 1918–1919. Paris: Jouve, 1934.

## Társasági tagság
- Tagja volt a Kölcsey Egyesületnek, a város Színügyi Bizottságának, a Kossuth-szoborbizottságnak, az Asztalos Sándor Asztaltársaságnak.